# Avatar: Frontiers of Pandora
Avatar: Frontiers of Pandora is een actie-avonturenspel in een open wereld, dat gebaseerd is op de Avatar-filmreeks. Het spel is ontwikkeld door Massive Entertainment en is door Ubisoft uitgegeven. Deze Avatar-game is op 7 december 2023 verschenen voor de PlayStation 5, Windows en de Xbox Series X/S.

## Verhaallijn
De spelers van Avatar: Frontiers of Pandora zullen in een first-person perspectief als een Na'vi-wees de game spelen die opgevoed en getraind is als soldaat door de RDA. Als Na'vi vijftien jaar later wakker wordt in een verlaten faciliteit, zal de speler op reis moeten gaan naar de westelijker grens. Hierdoor zal er kennis gemaakt worden met de regio Pandora, waar de oorsprong van de (lokale) Na'vi rust. Er zal een opstand gecreëerd worden waarbij Na'vi moet vechten tegen de RDA, terwijl de natuurlijk bronnen verbeterd moeten worden. Deze verhaallijn is verbonden met de eerdere Avatar-films, maar blijft wel een opzichzelfstaande game, die zowel alleen als met meerdere personen gespeeld kan worden.

## Ontwikkeling
Massive Entertainment zou deze game al in maart 2017 hebben aangekondigd als opvolger van de James Camerons' Avatar. In 2021 werd er via een investeerdersoproep onthuld dat deze Avatar-game uit zal komen in het fiscale jaar 2022 - 2023 (april 2022 - maart 2023) met de naam Avatar: Frontiers of Pandora. Tijdens het evenement E3 2021 werd de releasevideo bekend gemaakt, waarmee er een verhaal verteld wordt in het Avatar-universum.
De game werd in juli 2022 uitgesteld naar het fiscale jaar 2023 - 2024 (april 2023 - maart 2024). Tijdens de videopresentatie van Ubisoft Forward in juni 2023, werd de releasedatum van 7 december 2023 onthuld. Dan zal Avatar: Frontiers of Pandora uitgebracht gaan worden.

## Ontvangst
| Recensiescore       | Recensiescore                 |
| Recensieverzamelaar | Score                         |
| ------------------- | ----------------------------- |
| Metacritic          | 72% (PC) 73% (PS5) 75% (XBSX) |
| Publicist           | Score                         |
| Destructoid         | 9                             |
| Game Informer       | 7,75                          |
| GameSpot            | 8                             |
| IGN                 | 7                             |

Het spel werd gemengd ontvangen in recensies, terwijl de Xbox Series-versie positiver werd ontvangen. Men prees de open wereld, spelmechaniek, het gevechtssysteem en het verhaal. Kritiek was er op de grote afhankelijkheid van het Na'vi-systeem, de afgesloten arenagevechten en het onderzoekssysteem. Het spel zou hierdoor te veel overeenkomsten met Far Cry hebben.
Op Metacritic, een recensieverzamelaar, heeft de pc-versie een score van 72%, de PS5-versie kreeg 73%, en de Xbox Series-versie heeft 75%.